# 木贼状荸荠
木贼状荸荠（学名：Heleocharis equisetina）是莎草科荸荠属的植物。分布于台湾岛、印度、日本以及中国大陆的海南、江苏、广东等地，常生于有水的平地，目前尚未由人工引种栽培。